# NFC

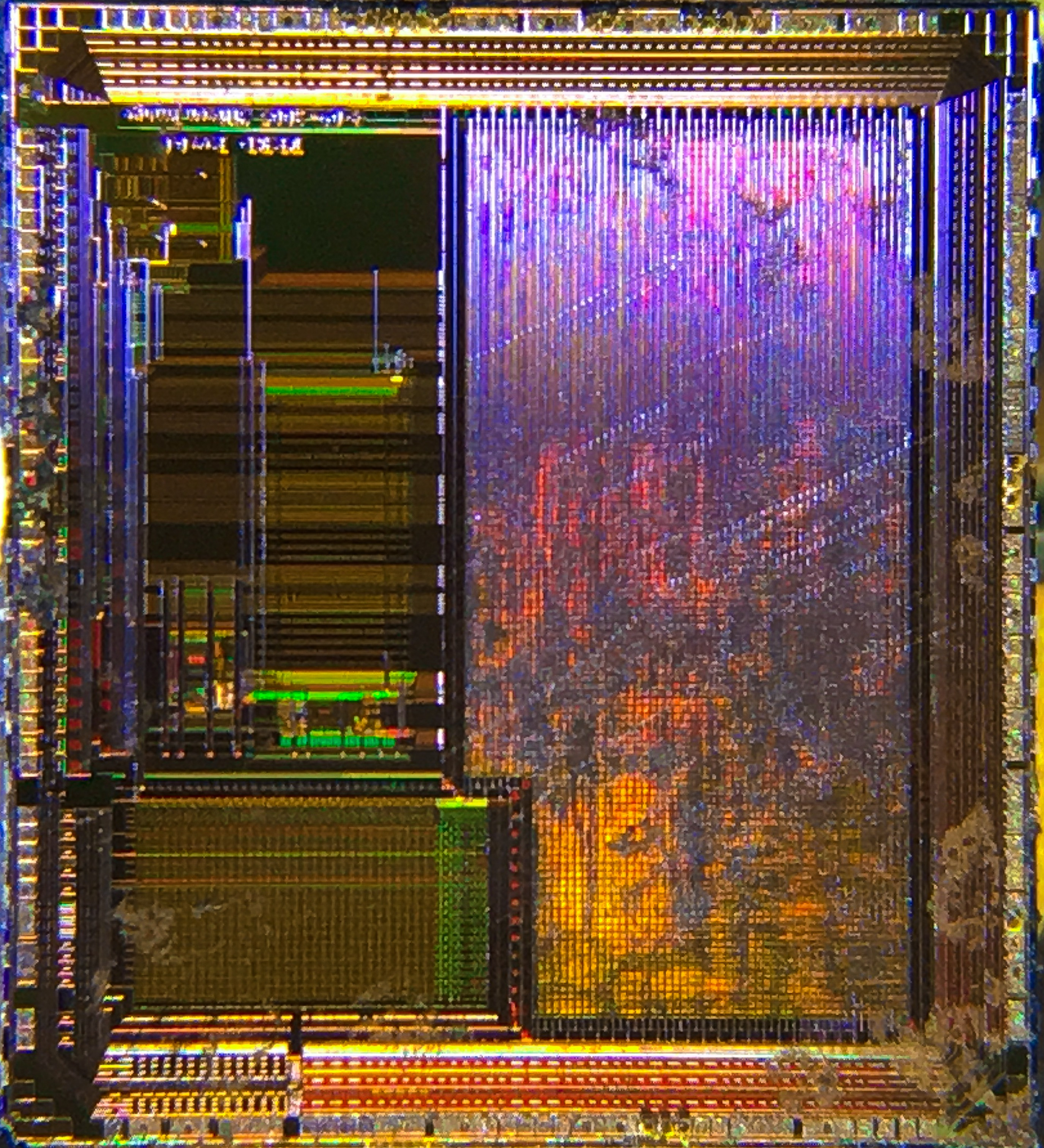
Cip NFC care conține Seid Element Identifier (SEID)

Near Field Communication (NFC) sau comunicare în câmp apropiat este o tehnologie bazată pe identificarea prin frecvență radio RFID ce permite smartphone-urilor și altor dispozitive să comunice între ele prin atingere sau apropiere, la o distanță mai mică de 10 cm. Pentru ca transferul să funcționeze, ambele dispozitive trebuie să dețină un cip NFC.
NFC se încadrează în categoria tehnologiilor wireless ce asigură comunicații pe distanțe scurte ca Bluetooth, Wi-Fi, IrDA, RFID, Zigbee.

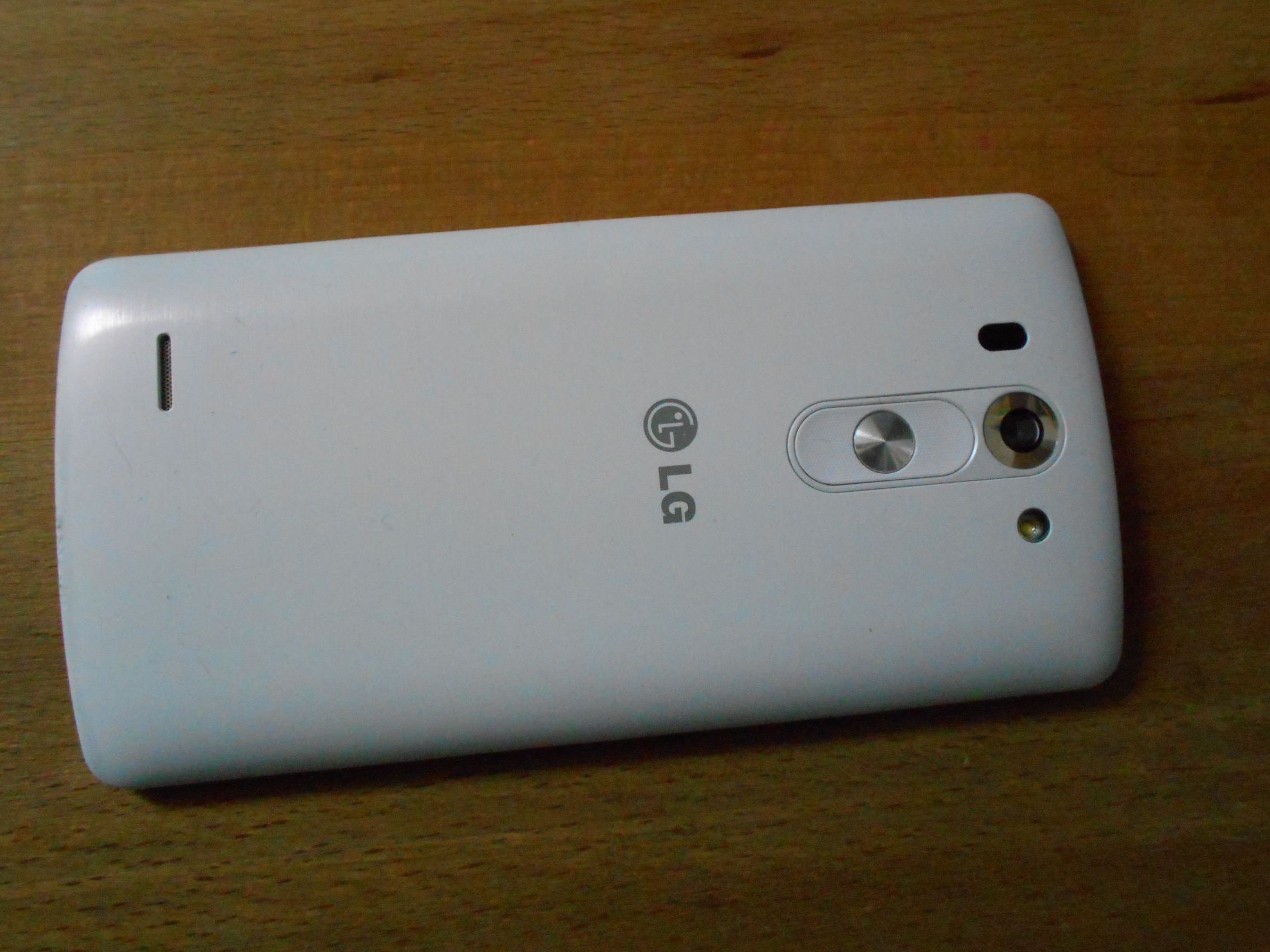
Smartphone cu funcție NFC

## Istoric
Tehnologia NFC a fost dezvoltată începând cu anul 2004 prin colaborarea dintre Sony, Philips și Nokia. Primul telefon mobil cu NFC a fost Nokia 6131, lansat în 2006, iar primul cu Android și NFC a fost Samsung Google Nexus S, lansat în 2010. Microsoft a adăugat suport nativ pentru NFC în sistemul de operare Windows Phone 8 în anul 2012. 
Apple prezintă iPhone 6, în anul 2014, primul smartphone Apple cu NFC. Ulterior, acesta va fi utilizat pentru sistemul de plăți mobil Apple Pay. În 2015 Samsung prezintă Galaxy S6, primul smartphone cu controler Samsung NFC.

## Normative NFC

Logo NFC

NFC constă dintr-un set de standarde internaționale de transmisie pentru schimbul de date fără contacte pe distanțe scurte. Există mai multe specificații majore pentru tehnologia NFC:  
- NFCIP-1 (ISO/IEC 18092): definește interfața și protocolul de comunicație între două dispozitive NFC
- ISO/IEC 14443-1...4:  definește comunicarea cu circuite integrate fără contact
- NDEF (NFC Data Exchange Format): definește formatul pentru schimbul de date. [1]

Standardul NFCIP-2 (ISO/IEC 21481) extinde specificațiile NFCIP-1, acesta înglobând standardele ISO 14443 (A și B), ISO 15693 și ISO 18092, astfel încât, orice dispozitiv în standard NFCIP-2 este compatibil cu dispozitivele RFID –  un telefon mobil în standard NFC poate fi folosit pe post de cartelă de acces.
Alte organizații cum ar fi ECMA (ECMA-340, ECMA-352) sau ETSI, au de asemenea, normative sau standardizări referitoare la NFC.

### Forumul NFC
Evoluția acestei tehnologii și a standardelor din spatele ei, este administrată de NFC Forum.
Forumul NFC este un consorțiu internațional creat de Sony, Philips și Nokia în 2004 pentru a promova tehnologia NFC. La începutul anului 2012 forumul număra 140 de membri și include cele mai importante companii de IT și producătorii importanți de telefoane mobile.

## Caracteristici

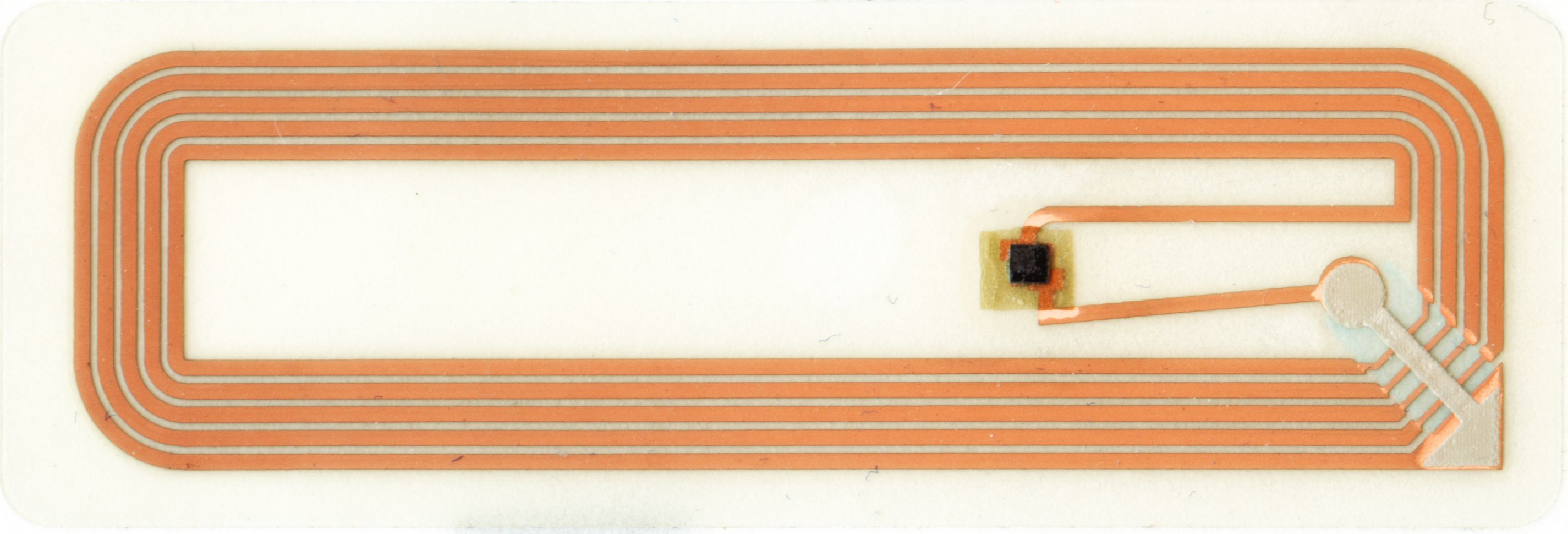
Receptor RFID pasiv

- Rata de comunicare: 106, 212 sau 424 kbit/s
- Interval de frecvență: 13,56 MHz
- Mod de comunicare: Unul dintre dispozitive este numit inițiator, având un rol activ, iar celălalt este numit țintă, cu rol pasiv. Conform NFCIP-2, sunt definite 3 moduri de operare :
  - modul emulare card – dispozitivul NFC se comportă ca un smart card, el lucrând în modul pasiv; în cazul în care terminalul este un telefon mobil compatibil, cartela SIM a operatorului poate fi folosită ca element de securitate prin stocarea informațiilor criptate.
  - modul citire/scriere  – dispozitivul se comportă ca un cititor/scriitor activ de carduri și etichete, generând câmp electromagnetic pentru citirea/scrierea dispozitivelor NFC pasive; acest mod permite citirea informațiilor prin apropierea dispozitivului mobil în fața etichetelor electronice, pe ambalaje sau pe carduri.
  - modul P2P (peer-to-peer) – dispozitivele NFC comunică atât în mod pasiv cât și în mod activ; acest mod permite ca două terminale mobile să schimbe informații, fotografii, videoclipuri, date etc. Samsung a îmbunătățit sistemul prin înlocuirea legăturii bluetooth cu o conexiune Wi-Fi Direct.[5]

## Dispozitive
În 2011, vânzătorii de telefoane au lansat peste 40 de telefoane compatibile NFC cu sistemul de operare mobil Android. Dispozitivele BlackBerry acceptă NFC folosind BlackBerry Tag pe dispozitivele care rulează BlackBerry OS 7.0 și versiuni ulterioare.
MasterCard a adăugat suport NFC suplimentar pentru PayPass pentru platformele Android și BlackBerry, permițând utilizatorilor PayPass să efectueze plăți folosind smartphone-urile Android sau BlackBerry. Un parteneriat dintre Samsung și Visa a adăugat o aplicație „payWave” pe smartphone-ul Galaxy S4.
În 2012, Microsoft a adăugat funcționalitate NFC nativă în sistemul lor de operare mobil cu Windows Phone 8, precum și sistemul de operare Windows 8. Microsoft oferă „Wallet hub” în Windows Phone 8 pentru plata NFC și poate integra mai multe servicii de plată NFC într-o singură aplicație.
În 2014, iPhone 6 a fost lansat de compania Apple compatibil cu tehnologia NFC. iar din septembrie 2019, în iOS 13, Apple permite acum citirea tehnologiei NFC folosind o aplicație NFC.

## Utilizări
- Sisteme de control al accesului: accesul în clădiri, activarea sau pornirea  calculatoarelor, autovehiculelor, îmbarcarea în avion etc.

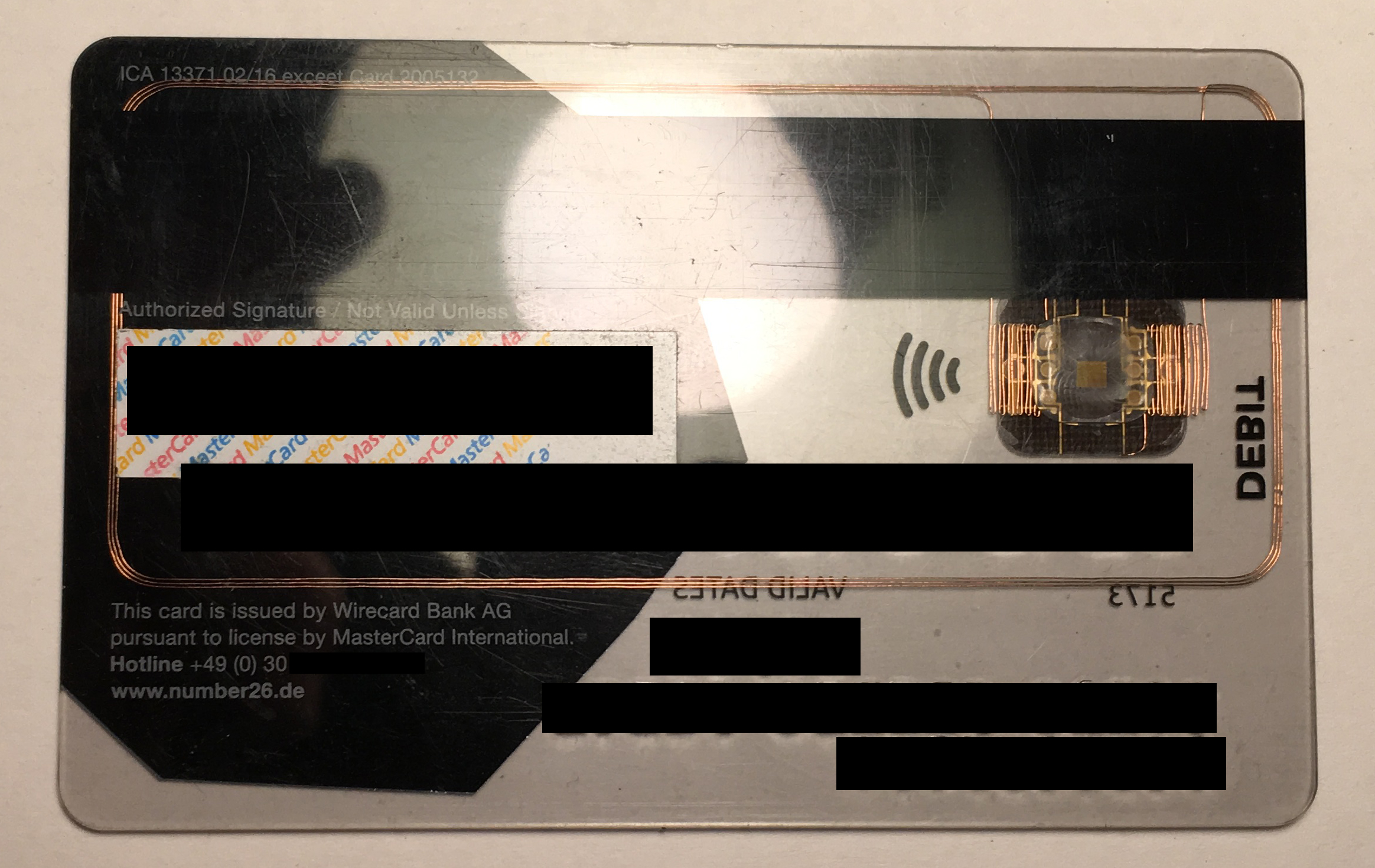
Mastercard cu cip vizibil EMV și antena NFC

- Sisteme de plăți electronice: aplicațiile din telefoanele mobile cu functia NFC pot fi utilizate pentru efectuarea plăților la comercianți. Cu informațiile de pe cardul bancar din dispozitivul NFC, plata se poate realiza rapid.
- Conectarea la etichete NFC: aceste etichete amplasate acasă, la locul de muncă, pe meniul dintr-un restaurant, pe reclama unui produs, sau în mașină, pot activa automat o serie de setări, aplicații și facilități pe telefonul mobil, atunci când este apropiat de ele (dezactivează conexiunea de date și o pornește pe cea wi-fi, crearea unui SMS și trimiterea lui către unul sau mai multe contacte, lansarea unei aplicații, schimbarea unei setări a telefonului, accesarea unei pagini web, activarea alarmei telefonului etc.).
- Transfer de date: transferul contactelor sau al fișierelor de pe un telefon pe altul
- Sincronizare între dispozitive: NFC poate fi folosit pentru a sincroniza cu telefonul mobil dispozitive precum căști, boxe, de redare multimedia, routere, tablete sau console cu NFC. Această tehnologie este adoptată și de producătorii de automobile deoarece poate fi folosită pentru a sincroniza rapid telefonul șoferului cu sistemele multimedia ale mașinii[10][11][12]

## Probleme de securitate
Tehnologia NFC nu are implemetate standarde de securitate în afara faptului că astfel de conexiuni se realizează doar pe o rază de câțiva centimetri. Datele referitoare la carduri bancare pot fi stocate pe telefoane într-un format criptat. 